# Комон (Ен)
Комон (фр. Caumont) насеље је и општина у североисточној Француској у региону Пикардија, у департману Ен (Пикардија) која припада префектури Лаон.
По подацима из 2011. године у општини је живело 570 становника, а густина насељености је износила 99,82 становника/km². Општина се простире на површини од 5,71 km². Налази се на средњој надморској висини од 90 метара (максималној 156 m, а минималној 56 m).

## Демографија
| 1962. | 1968. | 1975. | 1982. | 1990. | 1999. | 2011. |
| ----- | ----- | ----- | ----- | ----- | ----- | ----- |
| 250   | 252   | 257   | 371   | 482   | 474   | 570   |

График промене броја становника у току последњих година